# Emilio del Río
Emilio del Río Sanz, né le 30 novembre 1963, est un homme politique espagnol membre du Parti populaire (PP).
Il est élu député de la circonscription de La Rioja lors des élections générales de décembre 2015.

## Biographie

### Profession
Il est docteur en philologie classique par l'Université complutense de Madrid et professeur titulaire de philologie latine à l'Université de La Rioja.
Il a reçu le prix national de la société espagnole d'études classiques et latines.

### Activités politiques
Il est conseiller à la Présidence et de la Justice du Gouvernement de La Rioja de 2003 à 2015, sénateur de 2000 à 2004 et député au Parlement de La Rioja pendant quatre législatures. Il est vice-secrétaire du Parti populaire de La Rioja.
Le 20 décembre 2015, il est élu député pour La Rioja au Congrès des députés et réélu en 2016.